# Саранская крепость
Саранская крепость или Саранский кремль — деревянная крепость Атемарско-Саранской засечной черты (соединявшейся с Симбирской засечной чертой), основанная в 1641 году на левом берегу реки Инсар у впадения в неё реки Саранки. Возведением русской крепости на исторических землях мордвы руководил воевода Савелий Иванович Козловский (его имя иногда упоминается как Савва), считающийся основателем Саранска.

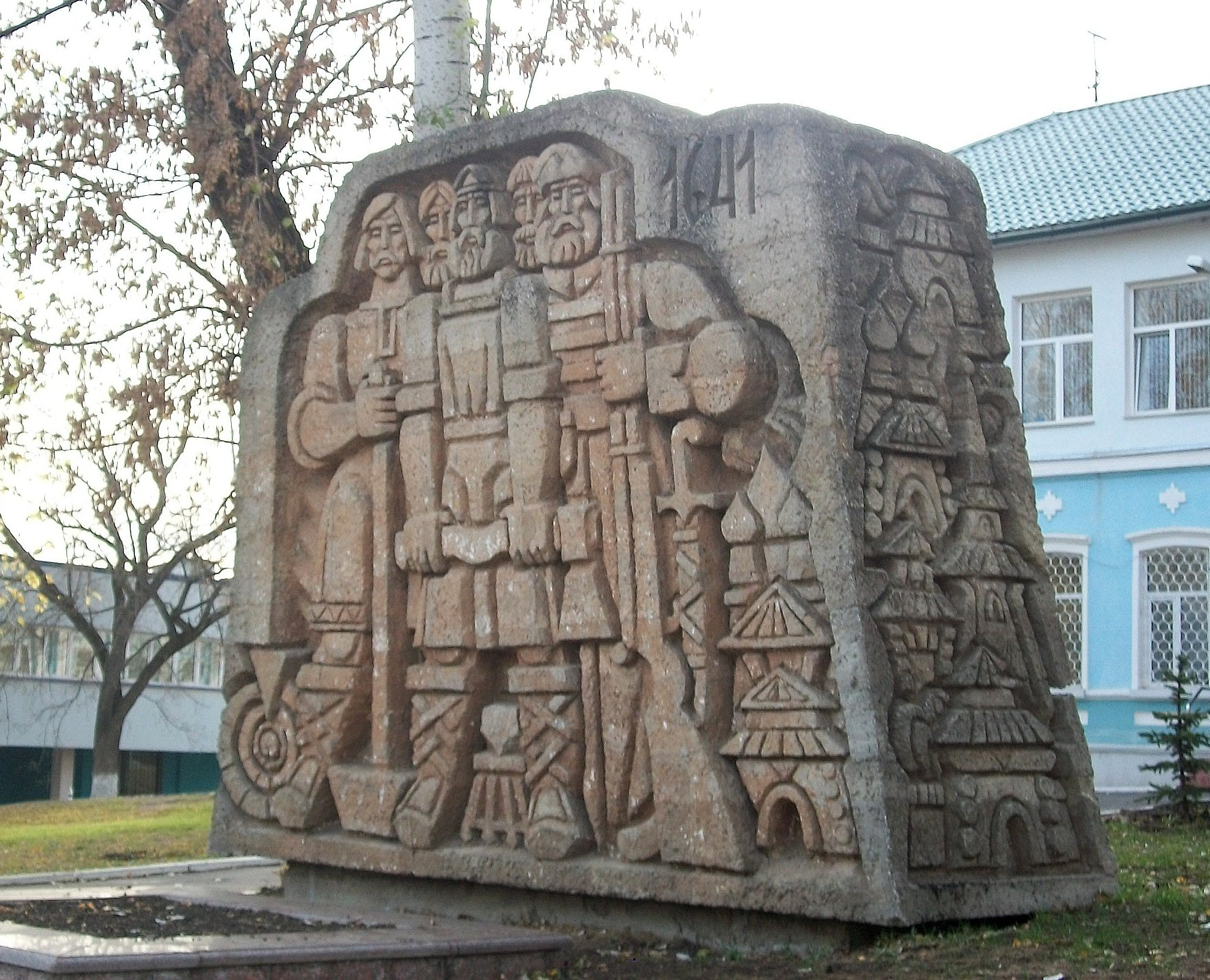
Памятник основателям Саранска (1982) на месте исторической крепости

Первоначальная четырёхугольная крепость находилась на возвышенности, в ней было шесть шестигранных башен — четыре глухих угловых и две проездных. С северной стороны проездная башня называлась Спасской (высота 30 м), с южной — Никольской (высота 12 м). В плане крепость имела форму почти правильного прямоугольника: северная и южная сторона были по 240 м длиной, восточная и западная — по 270 м. Деревянные стены крепости проходили по верху земляного вала высотой до 6 м, перед которым был ров глубиной до 4 м. С юга крепость была защищена высоким склоном к реке Саранке, с востока — несохранившимся ныне оврагом. Все стены, рубленные тарасами, стояли на земляных валах, за исключением южной.
Вместе с соседней Инсарской крепостью, находившейся также на территории современного Саранска, Саранская крепость образовывала мощный узел обороны в долине Инсара, вдоль которого проходила важная дорога из Крымского ханства в Казань. Первыми жителями крепости стали казаки, стрельцы и пушкари.
В 1653 году в Саранскую крепость из Атемарской крепости была перенесена администрация всей Атемарско-Саранской засечной черты, в связи с чем Саранскую крепость расширили пристройкой нижних тарас на склоне горы и на другом берегу Саранки. Пристройка имела дополнительные две наугольные башни и проездные ворота. После расширения Саранская крепость имела площадь 50 га. В верхней части крепости располагались обыкновенные для того времени строения: две соборные церкви — Знаменская и Спасская, приказная изба, тюремная изба, амбары, оружейные склады, «пороховая казна», караульные избы и т. д. В нижней части кремля (Нижних тарасах) находились, предположительно, «осадные дворы» местных дворян. Стрельцы, казаки и пушкари жили за пределами кремля, рядом с ним в соответствовавших слободах.
К 1666 году гарнизон Саранской крепости насчитывал уже 560 служилых людей. В сентябре 1670 года Саранскую крепость штурмовал один из отрядов Степана Разина. Гарнизон сохранял верность правительству и отбивал все приступы, однако жители подняли восстание, перебили гарнизон и сдали город разинцам. Три месяца спустя восставшие были выбиты из города отрядом московских стрельцов воеводы Изъединова. В ходе этих событий южная стена верхней крепости (внутреняя стена крепости в целом) была разрушена и около 15 лет отсутствовала, прежде чем была восстановлена. В 1774 году в город вошёл Емельян Пугачёв. Крепость была разобрана в 1781–1782 годах за ненадобностью (утратой пограничного статуса) и крайней ветхостью. В целом, крепость на протяжении своего существования ни разу не подверглась нападениям кочевников, то есть хорошо выполнила функцию по их устрашению.